# Kimbo Caffè
Kimbo Caffè S.p.A è la società italiana produttrice di caffè che dal 2013 ha preso il nome del suo marchio più famoso sostituendolo a quello iniziale di Café do Brasil, nato nel 1963 a Napoli. L'azienda ha quattro marchi: Kimbo, Kosé, Caffè Karalis, La Tazza d'oro.

## Storia
Café do Brasil viene fondata negli anni cinquanta a Napoli dai fratelli Rubino, Francesco, Gerardo ed Elio, come torrefazione per la vendita di caffè nei bar ed a casa. "Kimbo Caffè", il marchio, nasce nel 1963 sempre a Napoli. Negli anni sessanta i nuovi sistemi di confezionamento in lattina del caffè consentono una maggiore diffusione del prodotto e così Café do Brasil inizia la produzione industriale con il marchio Kimbo, affiancato a inizio anni novanta dal marchio a basso costo caffè Kosé, che nel 2024 diventa Kosé by Kimbo.
Dal 1994 in poi il caffè Kimbo si posiziona al secondo posto nel mercato italiano del caffè confezionato dietro a Lavazza e riesce ad ottenere quote di mercato in tutta Europa ed anche in Medio Oriente, Stati Uniti, Australia e Giappone. Nel 2009 l'azienda affianca allo stabilimento storico di Melito, nell'hinterland, i magazzini nell'Interporto di Nola.
Nel 2010, a causa di contrasti sulle strategie per il rilancio dell'azienda tra gli otto eredi dei tre fondatori, viene costretto a dimettersi dalla guida della società che ha condotto negli ultimi undici anni, dal 1999, Michele Rubino, il primogenito di Francesco. Al suo posto la famiglia nomina presidente e amministratore delegato il manager che ha impostato il piano di rilancio, Raffaele Mazzuoccolo, ex Lavazza. Il progetto prevede l'ampliamento della gamma dei prodotti, maggiori vendite al di fuori della Campania e spinta all'export che in quel periodo incide per il 10%.
Pochi mesi più tardi Mazzuoccolo si dimette, al suo posto è nominato il commercialista Fabrizio Mannato, la famiglia Rubino è sempre divisa: Michele e la sorella Marizia decidono di vendere il loro 31% di Café do Brasil. Saranno i sette esponenti degli altri due rami della famiglia Rubino, tutti esponenti della seconda generazione, a rilevare la quota.
Nel giugno 2012 Café do Brasil acquisisce la cagliaritana La Tazza d'oro, fondata nel 1938 da Giuseppe e Carmen Murgia dopo essere diventata tre mesi prima, in marzo, nuovo fornitore di Autogrill.
Nel 2013, in occasione dei 50 anni della società, viene deciso di cambiare il nome dell'azienda: da Café do Brasil a Kimbo. Alla guida della società le due cugine Paola e Alessandra.

## Campagne pubblicitarie
Tra i testimonial che nel corso degli anni hanno prestato il proprio volto alle campagne pubblicitarie di Kimbo Caffè ricordiamo: il noto conduttore televisivo Pippo Baudo negli anni ottanta e novanta, l'attore Massimo Dapporto negli anni novanta come capitano di una nave, e l'attore Gigi Proietti negli anni duemila nella parte di uno smemorato recuperato dalla stessa nave. Dal 2018 la testimonial è l'attrice Serena Autieri. Per il lancio del caffè Kosè fu chiamato un giovane Jonis Bascir.
Nel corso degli anni il Caffè Kimbo ha instaurato collaborazioni pubblicitarie con alcuni importanti festival cinematografici quali quelli di Cannes ed Ischia.
Dal 2016 è il terzo main sponsor della Società Sportiva Calcio Napoli.